# キミノネイロ
『キミノネイロ』（Your Melody）は、フクシマハルカによる日本の漫画作品。
『なかよし』（講談社）において、2010年9月号から2011年12月号まで連載された。

## あらすじ
主人公の椿屋明星は女の子だがボーイッシュな外見で周りから男の子としてしか見られていないことが悩み。そんな彼女も出会った時から女の子扱いしてくれる鈴木晴に片想いしており、彼と同じ高校に受験しようとしていた。しかし、バレンタインデーの日にチョコを渡そうとするが、突然ぶつかったかわいらしい女の子に全部食べられてしまい、追いかけていくとそこでその子と付き合っていると宣言している彼を見てしまう。ショックで熱が出てしまって同じ高校には受験できず、第二志望校に入学するとそこでそのチョコを食べた女の子・梅田音色と再会するが、実は彼女は女装をした少年で…。

## 登場人物
椿屋 明星（つばきや あきら）
本作の主人公。長身で胸も小さく、男の子扱いされてしまう女の子。外見から女の子にモテる。
中学生の頃から鈴木晴に片想いしており、彼に長い髪の方が好きと言われて髪を伸ばしていたが、中3のバレンタインデーの日に失恋したと勘違いしたことからショートに戻している。
梅田 音色（うめだ ねいろ）
女装少年。鈴木を好きな明星にライバル宣言し、徹底的に邪魔してくる。しかし、落ち込む明星に活を入れたりするなど彼女を気にかける様子もある。
明星のことを異性として意識しているようで、想いを抑えきれなくなりキスをした。
鈴木 晴（すずき はる）
明星の片想いの相手で音色の幼馴染。優しい性格で男女問わずモテる人気者。明星とは中学生の時に通っていた塾が同じで知り合い、一緒の高校を受けることを約束していた。
音色の姉である音羽に好意を持っており、彼女とは過去に何かあった模様。
桜場 りほ（さくらば りほ）
明星の親友で良き理解者。明星からは「りほっち」と呼ばれている。
梅田 音羽（うめだ おとは）
音色の姉。実は有名な漫画家で明星を理想の王子様扱いし、度々資料にしようとしている。鈴木には合う度に大嫌いと言い放つ。

## 書誌情報
- 講談社コミックスなかよしより刊行。既刊2巻。

1. 2010年12月28日発売 ISBN 978-4-06-364291-9
2. 2011年4月28日発売 ISBN 978-4-06-364306-0